# مهدی‌لی (کردامیر)
مهدی‌لی (به لاتین: Mehdili) یک منطقه مسکونی در جمهوری آذربایجان است که در شهرستان کردامیر واقع شده است. مهدی‌لی ۵۱۸ نفر جمعیت دارد.